# Cochliolepis striata
Cochliolepis striata är en snäckart som beskrevs av Dall 1889. Cochliolepis striata ingår i släktet Cochliolepis och familjen Vitrinellidae. Inga underarter finns listade i Catalogue of Life.